# Porrastunturi
Porrastunturi är ett berg i Finland.   Det ligger i den ekonomiska regionen  Fjäll-Lappland  och landskapet Lappland, i den norra delen av landet, 900 km norr om huvudstaden Helsingfors. Toppen på Porrastunturi är 560 meter över havet, eller 148 meter över den omgivande terrängen. Bredden vid basen är 2,8 km.
Terrängen runt Porrastunturi är huvudsakligen platt.  Trakten runt Porrastunturi är nära nog obefolkad, med mindre än två invånare per kvadratkilometer. Det finns inga samhällen i närheten. Omgivningarna runt Porrastunturi är i huvudsak ett öppet busklandskap.